# Rhyssemus parallelicollis
Rhyssemus parallelicollis är en skalbaggsart som beskrevs av Clouet 1901. Rhyssemus parallelicollis ingår i släktet Rhyssemus och familjen Aphodiidae. Inga underarter finns listade i Catalogue of Life.